# Marcos Freitas
Marcos Freitas (Funchal, 8 april 1988) is een linkshandige tafeltennisser uit Portugal. Hij nam deel aan de Olympische Spelen van 2008, 2012, 2016 en 2020 maar won geen medailles.

## Achtergrond
Freitas speelde op de Olympische Zomerspelen in Peking, waar hij vrij snel uit het toernooi werd gespeeld. Hetzelfde jaar won hij wel brons in het mannendubbel met Tiago Apolónia tijdens de Europese kampioenschappen tafeltennis. Drie jaar later won hij met Andrej Gaćina een gouden medaille tijdens de Europese kampioenschappen tafeltennis. In 2012 deed hij opnieuw mee aan de Olympische Zomerspelen.
In juni 2015 won hij tijdens de eerste editie van de Europese Spelen een zilveren medaille in het enkelspel. Een jaar later speelde hij opnieuw tijdens de Olympische Zomerspelen en wist voor het eerst op de spelen de kwartfinale te bereiken in het enkelspel.

## Belangrijkste resultaten
- EK
  -  Goud in het mannen dubbelspel in 2011 met Andrej Gaćina.
  -  Goud met het team in 2014.
  -  Zilver in het enkelspel in 2015.
  -  Zilver met het team in 2017.
  -  Zilver met het team in 2019.
  -  Brons in het mannen dubbelspel in 2008 met Tiago Apolónia.
  -  Brons met het team in 2011.
  -  Brons in het enkelspel in 2020.
  -  Brons met het team in 2023.